# Las Vegas
Las Vegas (pronuncia italiana [lazˈvɛɡas]; pronuncia inglese [lɑːs ˈveɪɡəs]) è una città degli Stati Uniti d'America, capoluogo della contea di Clark e città più grande dello Stato del Nevada. È famosa per essere la capitale del divertimento, dello shopping e del gioco d'azzardo, in rivalità con la paragonabile città di Reno. Quello che viene comunemente chiamato Las Vegas è in effetti un insieme di unità amministrative diverse: la città di Las Vegas propriamente detta, la città di North Las Vegas, la città di Henderson e quella di Paradise, una vasta area «unincorporated» (cioè non costituita in città, ma sotto la diretta gestione della contea), che include la famosa «Strip», sede di negozi, hotel e casinò con un reddito annuo di parecchi miliardi di dollari.
L'area metropolitana di Las Vegas che comprende tutta la contea di Clark è quella a più forte crescita demografica negli Stati Uniti: infatti secondo le stime del 2005 era abitata da circa 1 950 000 persone. Si trova a circa 435,2 km (270,5 miglia) a nord-est da Los Angeles. Il gioco d'azzardo legalizzato, la disponibilità di alcolici a ogni ora del giorno e della notte e una certa scelta in fatto di spettacoli per adulti (non la prostituzione, che nella contea di Clark è illegale) hanno procurato a Las Vegas il soprannome di «Sin City» («Città del peccato» o «Città del vizio»), ma l'amministrazione locale e l'ufficio del turismo preferiscono di gran lunga «The Entertainment Capital of the World» («La capitale mondiale dell'intrattenimento»).
Assieme all'economia anche l'immagine della città è in forte crescita: ne è testimonianza il fatto che, negli ultimi anni, è stata frequentemente scelta come ambientazione per serie televisive e film.

## Geografia fisica

### Territorio
Las Vegas sorge nel deserto del Mojave. Di conseguenza il paesaggio naturale è secco, roccioso e con vegetazione scarsa. La generale aridità del territorio circostante rende ancora più evidente l'abbondanza d'acqua utilizzata in città per scopi puramente decorativi, come alimentare il verde artificiale o riempire i laghi e le fontane che molti casinò hanno installato. Si tratta di uno spreco, ma il risultato di stupire il visitatore è sicuramente raggiunto.
L'amministrazione comunale cerca, suggerendo la procedura nota come xeriscaping ("giardini" di pietrisco bianco, ciottoli e rocce abbinati a qualche pianta di aloe e cactus), di convincere gli abitanti a rinunciare al prato all'inglese e a ricorrere, per il giardinaggio, a specie vegetali autoctone e quindi più parche nei consumi.

### Clima
Il clima di Las Vegas non può che risentire dell'ambiente desertico in cui la città è costruita, con precipitazioni scarse e alte temperature estive. Massime intorno ai 40 °C sono comuni nel periodo da maggio a settembre. In certi giorni si toccano anche i 46 °C. I 47 °C si registrarono il 24 luglio 1942, nell'area ora occupata dalla base di Nellis, e ancora il 19 luglio 2005, all'Aeroporto Internazionale McCarran, ma il record storico è di 48 °C risalente al luglio 1931.
Gli inverni sono freschi e ventosi, con temperature che di giorno raggiungono anche i 20 °C e di notte si avvicinano allo zero. Le minime più basse mai registrate sono −13 °C nel gennaio 1963. Tuttavia i record relativi a dicembre e febbraio sono vicini (−12 °C).
Le massime invernali più elevate mai registrate sono state di 27 °C per gennaio, 32 °C a novembre e febbraio e 33 °C a dicembre.
Le precipitazioni sono scarse (in media 102 mm di pioggia l'anno) e concentrate tra gennaio e marzo. Più raramente piove in autunno e primavera, mentre nei pomeriggi e nelle sere estive si possono verificare dei temporali.
D'inverno una nevicata in città è un evento piuttosto eccezionale, ma la neve fa spesso la sua comparsa sulle montagne che la circondano. Infatti, sui monti situati a meno di 50 chilometri dalla città, sorge anche una piccola stazione sciistica costituita da 3 seggiovie.
Ci sono anni in cui le piogge diventano torrenziali, con precipitazioni pari a quelle annuali in un giorno solo (monsone messicano). Dopo la seconda guerra mondiale ci sono state inondazioni nel 1955, 1984, 1999, e 2003.
| Las Vegas             | Mesi  | Mesi | Mesi | Mesi | Mesi | Mesi | Mesi | Mesi | Mesi | Mesi | Mesi | Mesi  | Stagioni | Stagioni | Stagioni | Stagioni | Anno  |
| Las Vegas             | Gen   | Feb  | Mar  | Apr  | Mag  | Giu  | Lug  | Ago  | Set  | Ott  | Nov  | Dic   | Inv      | Pri      | Est      | Aut      | Anno  |
| --------------------- | ----- | ---- | ---- | ---- | ---- | ---- | ---- | ---- | ---- | ---- | ---- | ----- | -------- | -------- | -------- | -------- | ----- |
| T. max. media (°C)    | 14,4  | 16,9 | 21,3 | 25,7 | 31,6 | 37,1 | 40,1 | 38,9 | 34,4 | 27,0 | 19,1 | 13,7  | 15,0     | 26,2     | 38,7     | 26,8     | 26,7  |
| T. media (°C)         | 9,3   | 11,6 | 15,5 | 19,6 | 25,2 | 30,4 | 33,6 | 32,6 | 28,1 | 20,8 | 13,6 | 8,7   | 9,9      | 20,1     | 32,2     | 20,8     | 20,7  |
| T. min. media (°C)    | 4,1   | 6,3  | 9,7  | 13,4 | 18,8 | 23,7 | 27,2 | 26,3 | 21,7 | 14,7 | 8,1  | 3,7   | 4,7      | 14,0     | 25,7     | 14,8     | 14,8  |
| T. max. assoluta (°C) | 25    | 30,6 | 33,9 | 37,2 | 42,8 | 46,1 | 47,2 | 46,7 | 45,0 | 39,4 | 30,6 | 25,0  | 30,6     | 42,8     | 47,2     | 45,0     | 47,2  |
| T. min. assoluta (°C) | −13,3 | −8,9 | −5,0 | −0,6 | 4,4  | 8,9  | 15,6 | 13,3 | 7,8  | −3,3 | −6,1 | −11,7 | −13,3    | −5,0     | 8,9      | −6,1     | −13,3 |
| Precipitazioni (mm)   | 12,7  | 20,3 | 10,2 | 5,1  | 2,5  | 2,5  | 10,2 | 7,6  | 7,6  | 7,6  | 10,2 | 12,7  | 45,7     | 17,8     | 20,3     | 25,4     | 109,2 |
| Giorni di pioggia     | 3     | 4    | 3    | 2    | 1    | 1    | 3    | 3    | 2    | 2    | 2    | 3     | 10       | 6        | 7        | 6        | 29    |

## Origini del nome

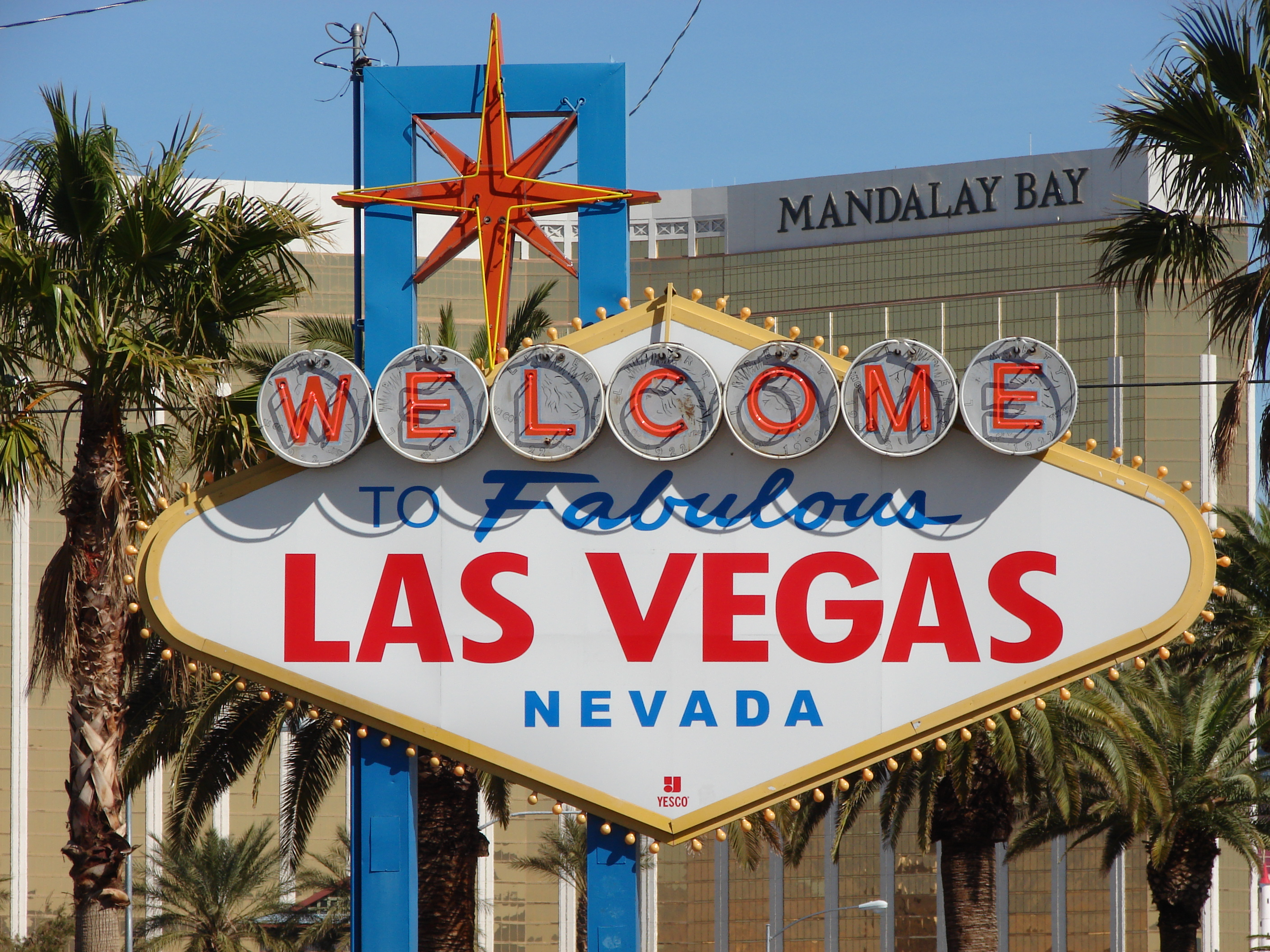
La famosa scritta di benvenuto di Las Vegas

Il nome Las Vegas deriva da un termine spagnolo che significa "I Prati". Nella zona esistevano infatti dei pozzi d'acqua che tenevano in vita alcune aree verdi.
Il nome di Las Vegas viene spesso attribuito anche ad aree urbane che la circondano, ma non ne fanno parte dal punto di vista amministrativo. Ad esempio, una buona parte della Strip, la porzione del Las Vegas Boulevard lungo cui si allineano i casinò e gli alberghi più famosi, si colloca in un'area denominata Paradise, al di fuori della Las Vegas propriamente detta.

## Storia

### Origini
Il 3 maggio 1844, mentre era ancora parte del Messico, John Charles Frémont guidò un gruppo di scienziati, esploratori e osservatori dello United States Army Corps of Engineers nella valle di Las Vegas. Il 10 maggio 1855, in seguito all'annessione delle regioni settentrionali del Messico da parte degli Stati Uniti, Brigham Young incaricò trenta missionari mormoni comandati da William Bringhurst nella stessa area per convertire i pellerossa Paiute. Venne costruito un forte vicino all'odierna downtown, che serviva come una stazione di posta per i viaggiatori lungo il "corridoio mormone" tra Salt Lake City e la nuova colonia di San Bernardino. I mormoni abbandonarono Las Vegas nel 1857, durante la guerra dello Utah.
Las Vegas è stata fondata come villaggio ferroviario il 15 maggio 1905, quando 45 ettari (110 acri) di proprietà della Los Angeles and Salt Lake Railroad in quello che oggi è il centro di Las Vegas furono venduti all'asta. Tra i più importanti proprietari e amministratori della ferrovia erano il senatore del Montana William A. Clark e il senatore dello Utah Thomas Kearns. Las Vegas fece parte della contea di Lincoln fino al 1908, quando entrò a far parte della neocostituita contea di Clark. Las Vegas divenne ufficialmente una città il 16 marzo 1911, quando adottò la sua prima carta di diritto pubblico sotto l'amministrazione di Peter Buol, primo sindaco della città.

### L'avvento dei casinò
Per decenni Las Vegas fu stazione di sosta per le carovane di pionieri dirette in California e, nei primi anni del Novecento, un importante snodo ferroviario, attraverso cui le miniere dei dintorni inviavano i loro prodotti al resto del paese; con l'espandersi delle ferrovie Las Vegas perse importanza, ma la costruzione della diga di Hoover, completata nel 1936, segnò una grande e definitiva rinascita favorita dalla scorta di acqua potabile e energia elettrica: al denaro pubblico, servito per innalzare la diga, si aggiunse quello dei turisti, richiamati dall'imponente costruzione e dal lago Mead che essa aveva formato. La legalizzazione del gioco d'azzardo, il 19 marzo 1931, portò all'avvento degli hotel e dei casinò per i quali Las Vegas è famosa in tutto il mondo.
Dagli anni '40 ai '60 fu la malavita e Cosa Nostra a sviluppare e controllare la crescita dei locali per il gioco d'azzardo. 
Nel 1946 il gangster Bugsy Siegel aprì il famoso primo hotel casinò di Las Vegas, il Flamingo, che contribuì molto alla nascita della leggenda cittadina. Al denaro portato da turisti e dai giocatori si aggiunse anche quello dei militari, addetti alla vicina base aerea di Nellis. Le necessità abitative dei militari e dei lavoratori nei casinò diedero quindi il via a una forte espansione edilizia che dura tutt'oggi.
Negli anni della guerra fredda - in particolare dal 1951 al 1962 - nel relativamente vicino poligono da bombardamento di Nellis e nel Nevada Test Site furono effettuati decine di test esplosivi atmosferici di bombe nucleari a fissione, sia all'altezza del suolo sia a pochi chilometri di quota. I test divennero sotterranei dopo la firma del trattato sulla messa al bando parziale degli esperimenti nucleari, firmato nel 1962 da decine di paesi con il patrocinio del presidente John Fitzgerald Kennedy e di Nikita Chruščёv.
Dagli anni trenta del secolo scorso, in definitiva, Las Vegas ha visto uno sviluppo economico costante e privo di grosse crisi. Oggi sta vivendo un vero boom e la sua economia è tra quelle che sta crescendo di più negli Stati Uniti.

## Monumenti e luoghi di interesse

### Architetture civili
Tra gli edifici di Las Vegas si possono citare i casinò e gli alberghi, la maggior parte dei quali è concentrata lungo la famosa Las Vegas Strip. Molti casinò sono collegati con ferrovie a monorotaia oppure con passaggi sotterranei.
La periferia, formata da quartieri residenziali, si estende nel deserto. Molti pensionati provenienti da ogni parte degli Stati Uniti si sono trasferiti a Las Vegas.
Molti casinò "storici" sono stati fondati da imprese collegate a varie organizzazioni criminali, come la mafia. Sicuramente personaggi legati alla criminalità organizzata, come Bugsy Siegel, hanno contribuito alla creazione della "capitale del gioco d'azzardo" e sono parte integrante della leggenda cittadina.

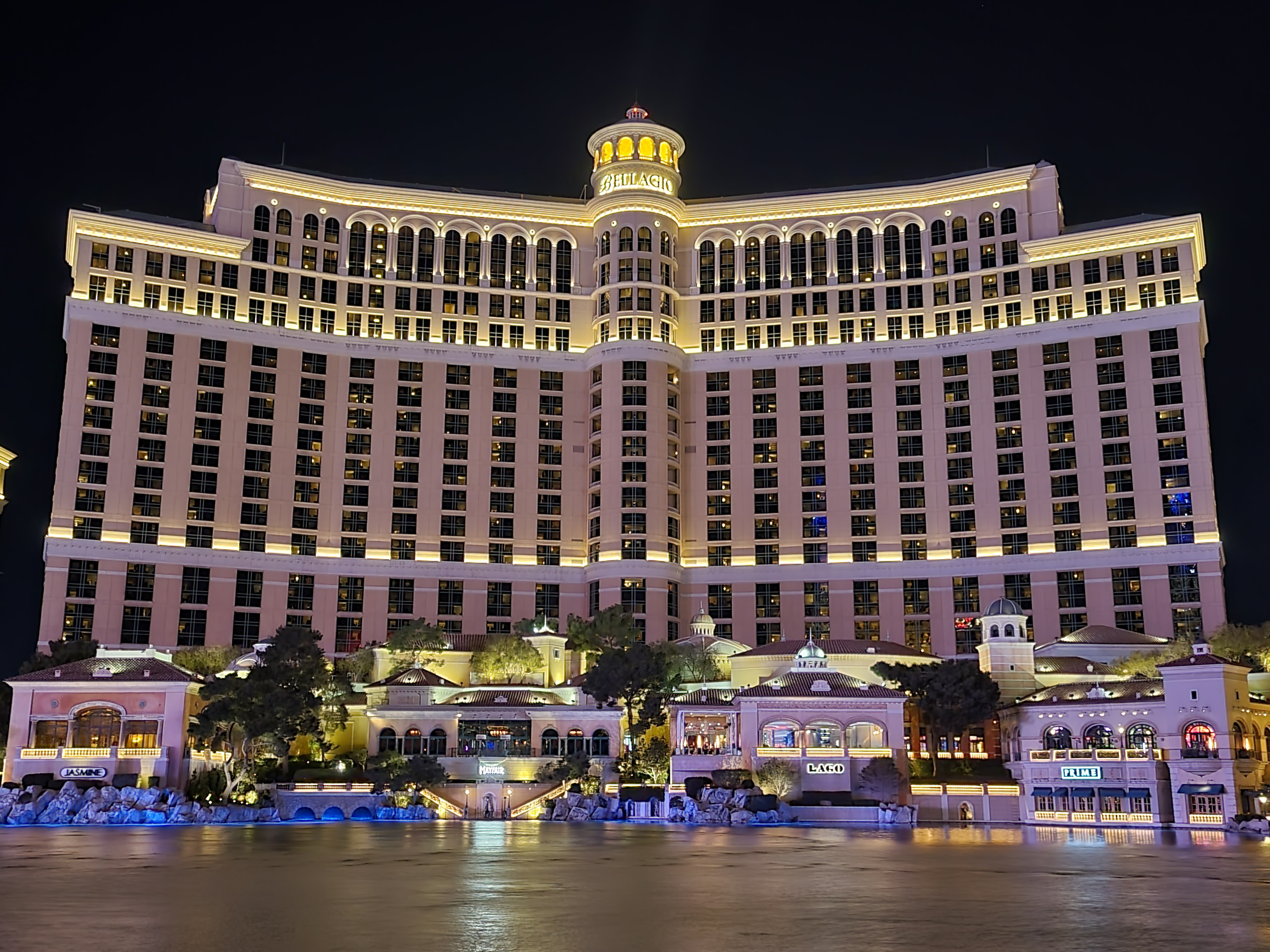
Bellagio

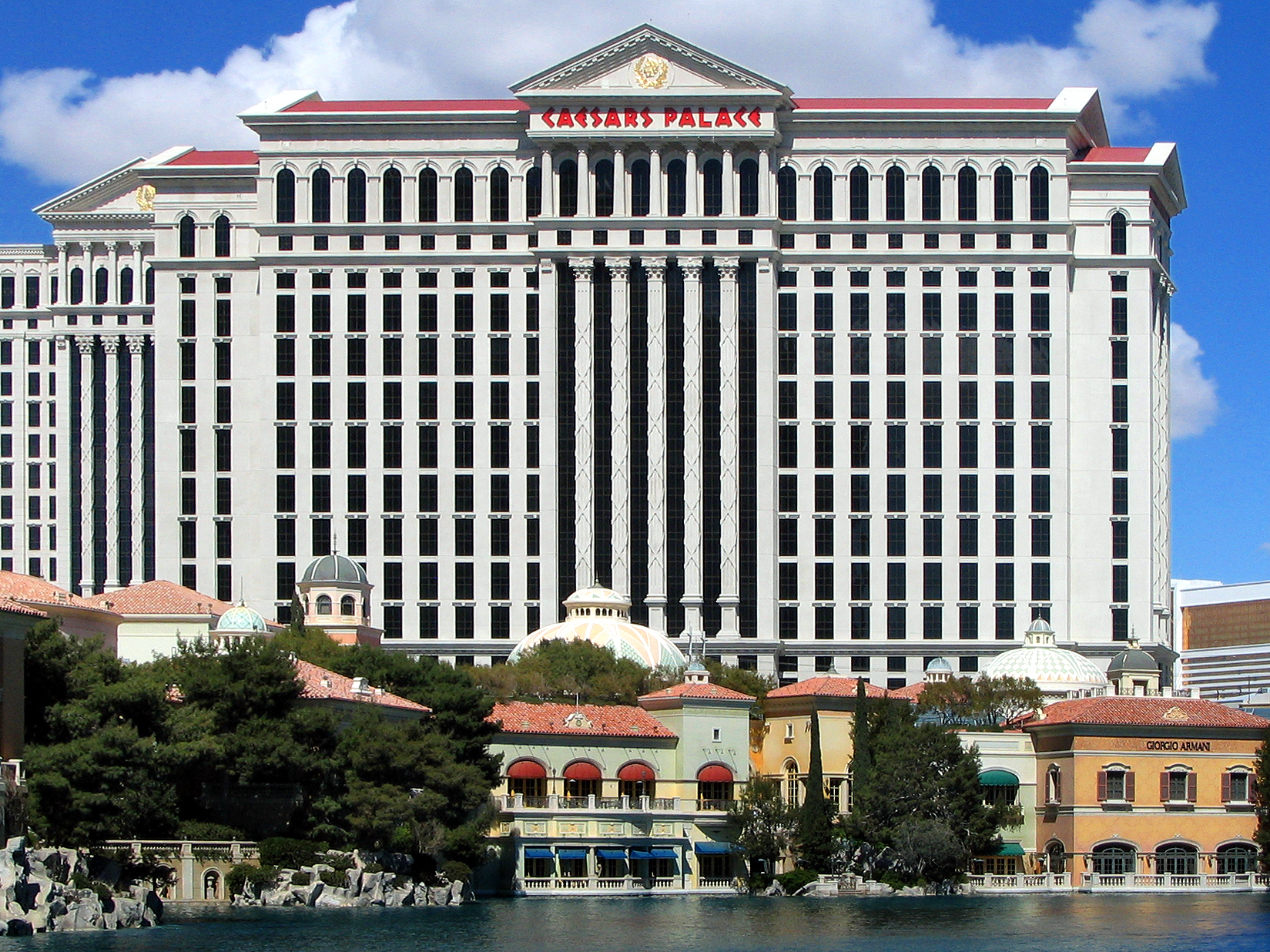
Caesars Palace

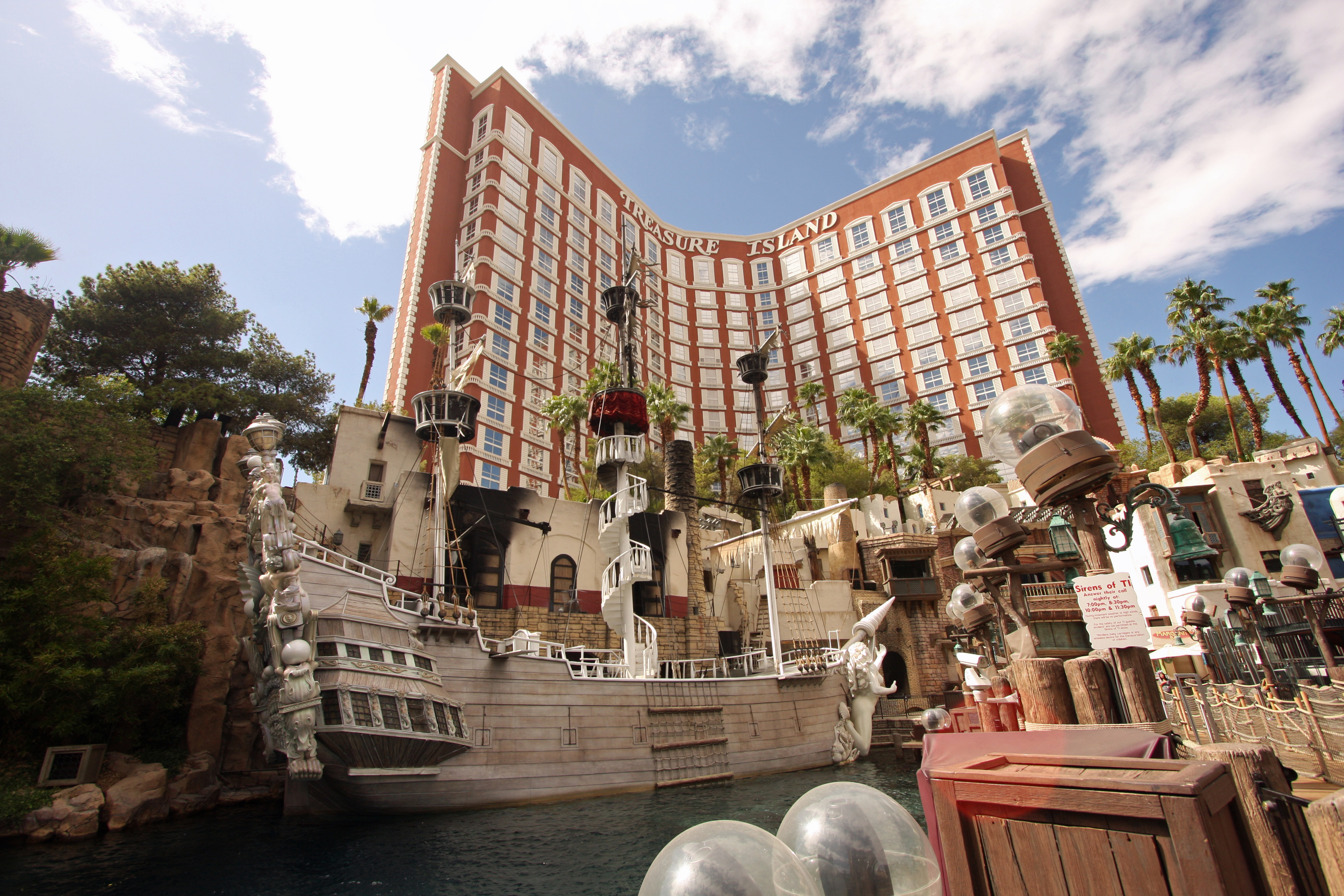
Treasure Island

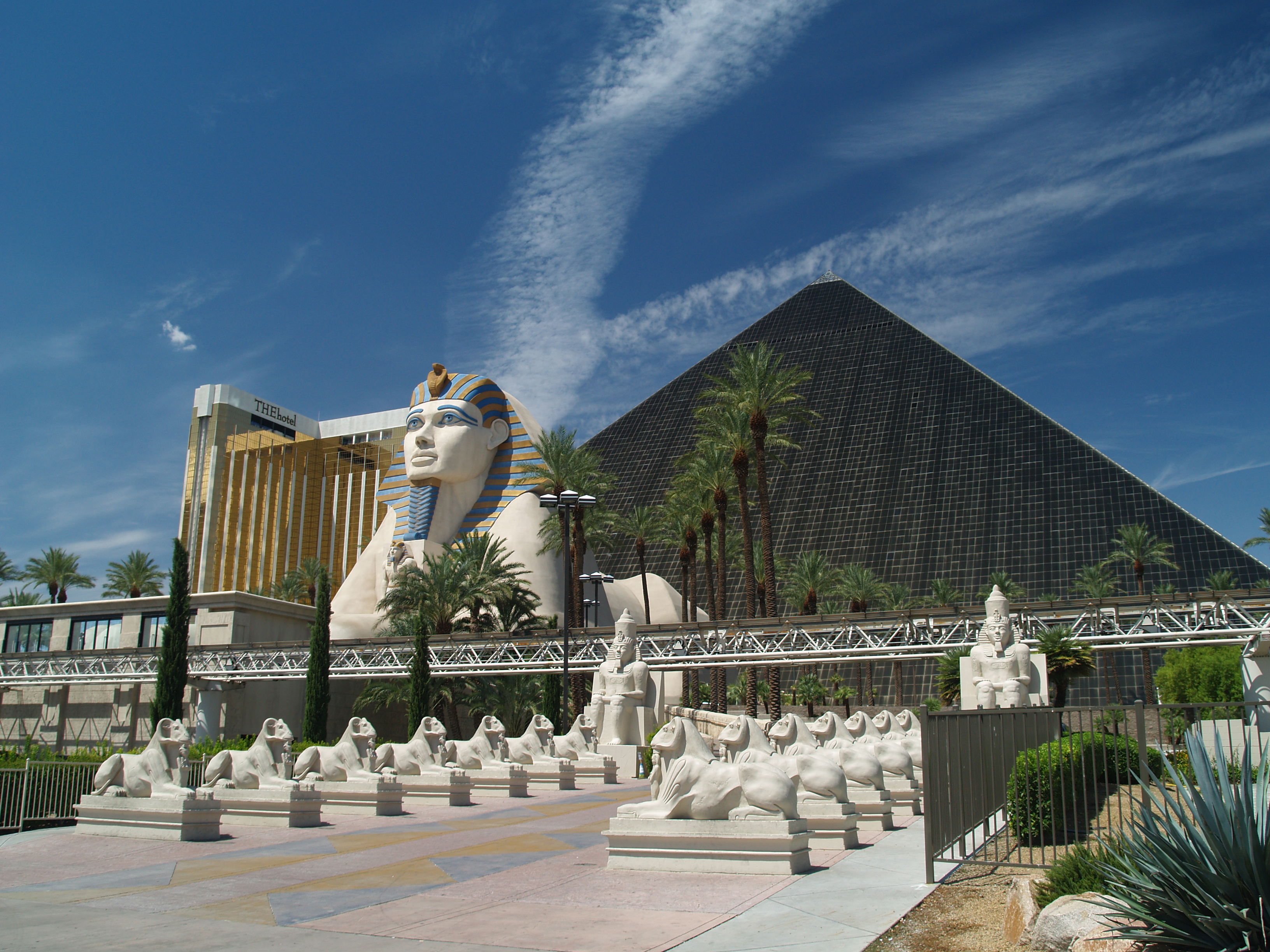
Luxor Hotel

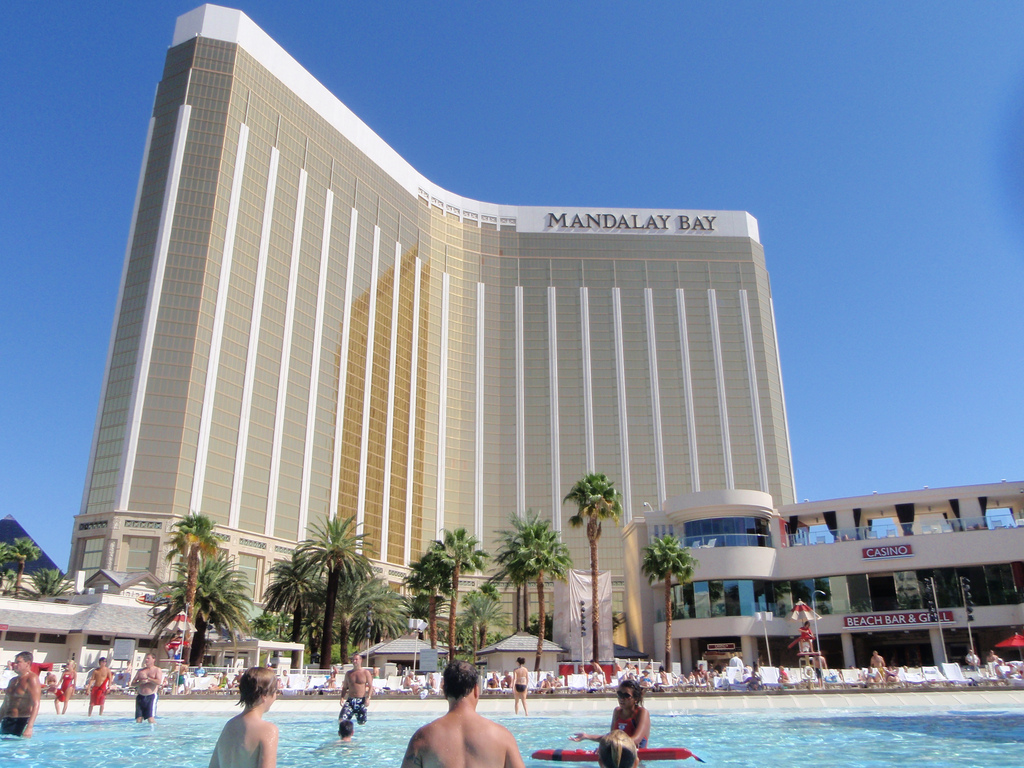
Mandalay Bay

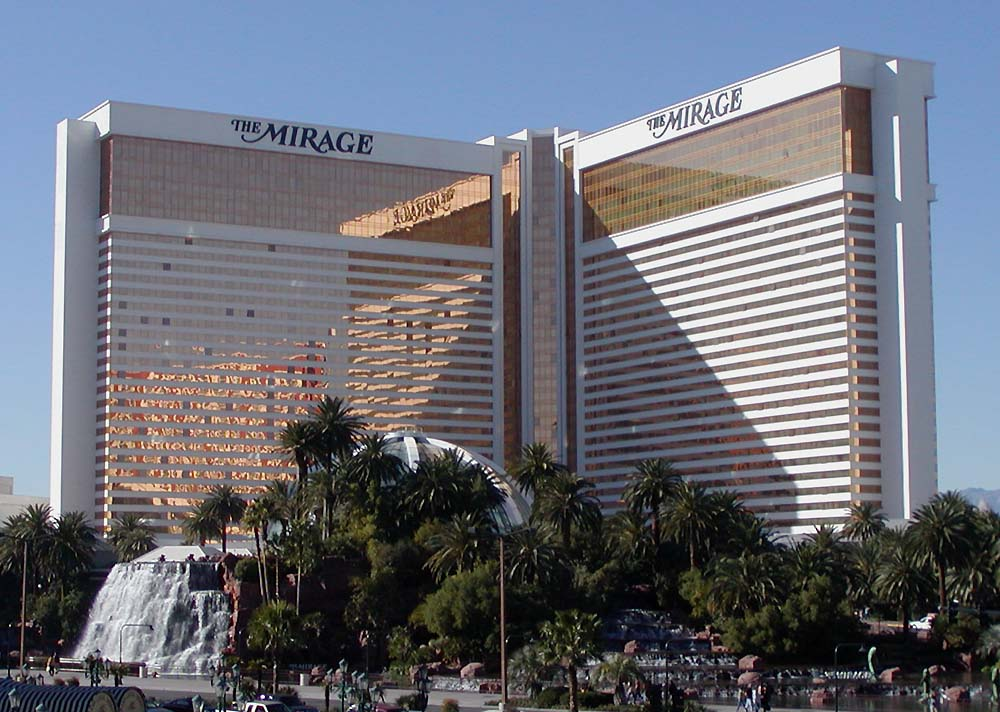
Mirage

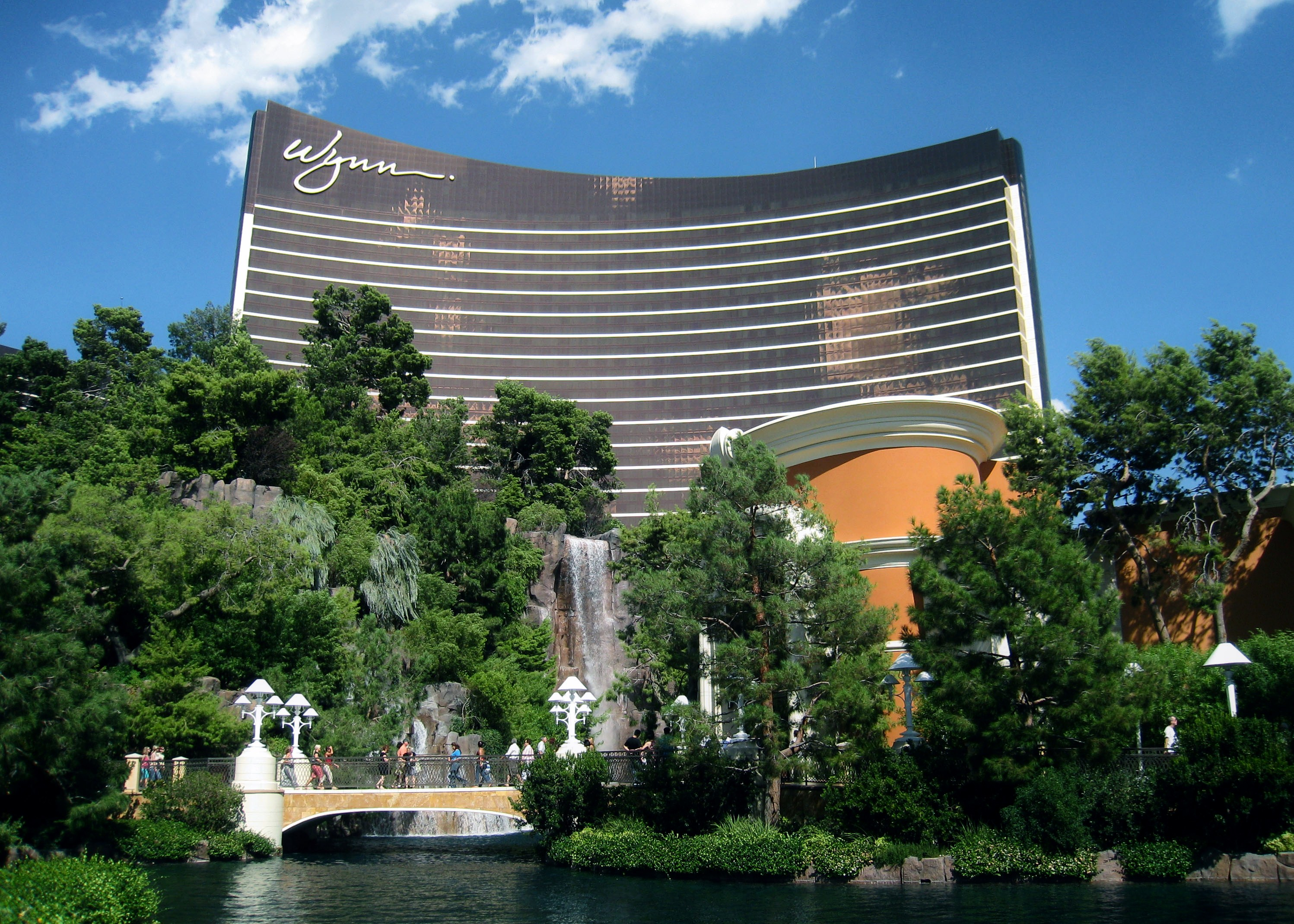
Wynn Las Vegas

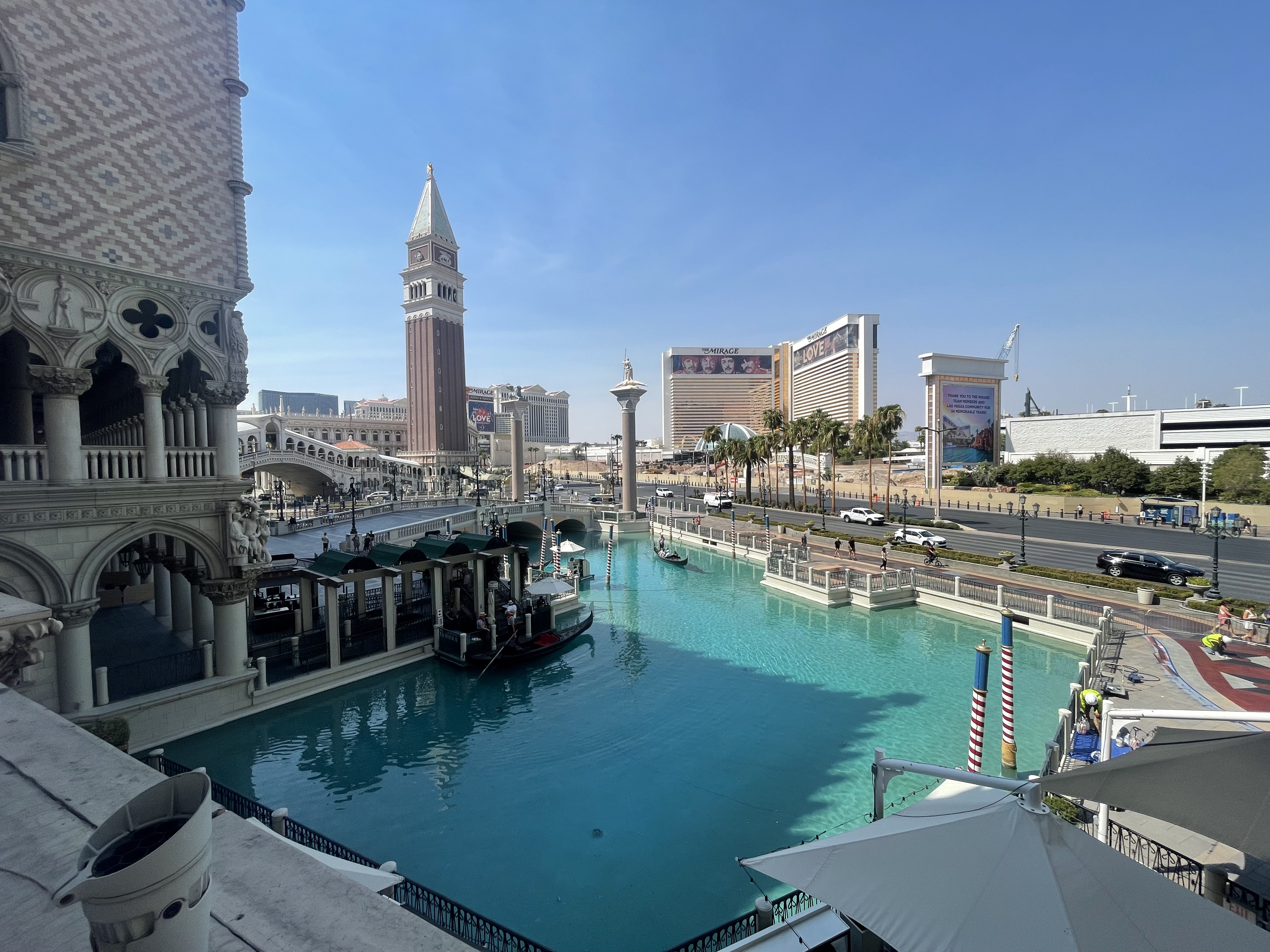
Venetian

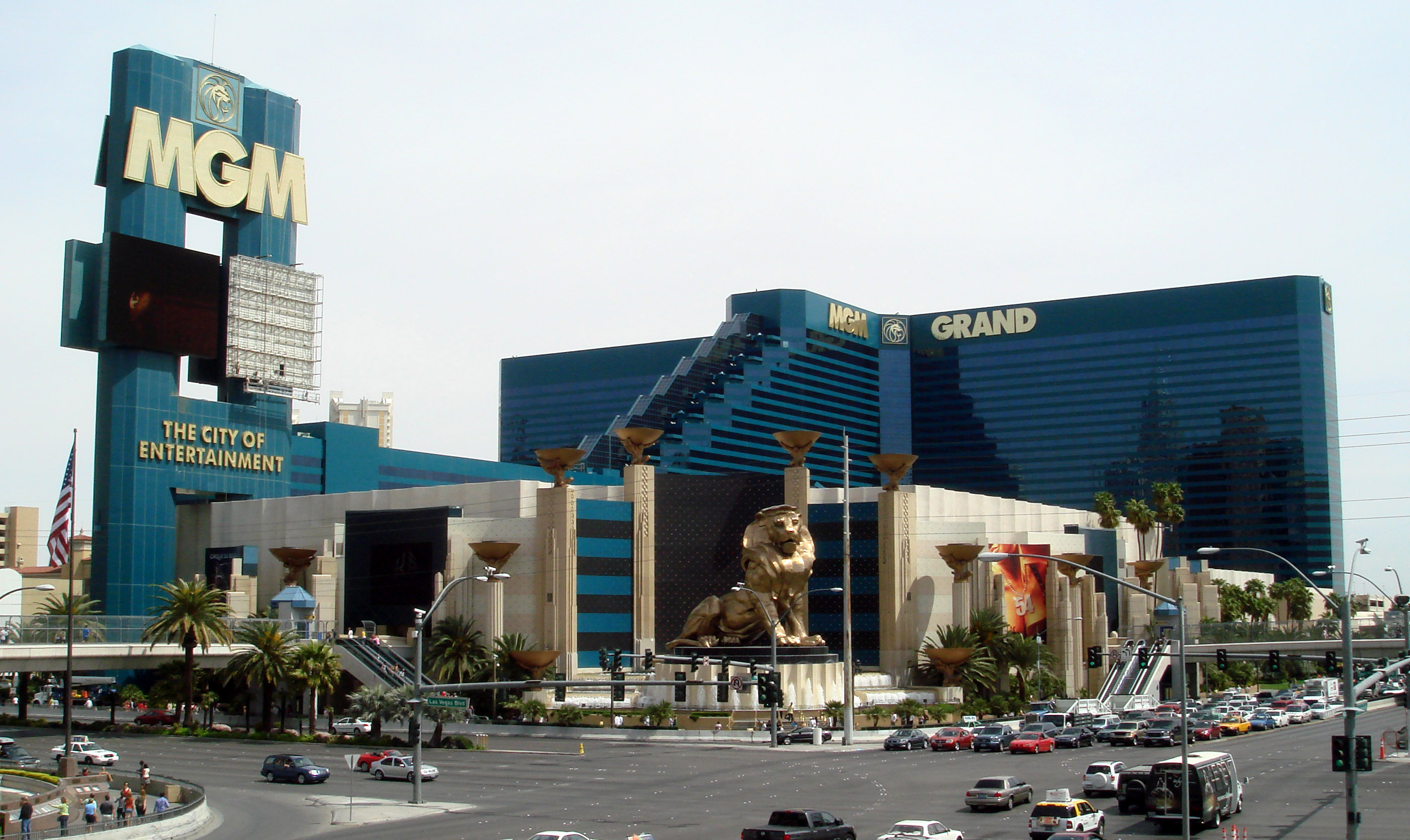
MGM Grand

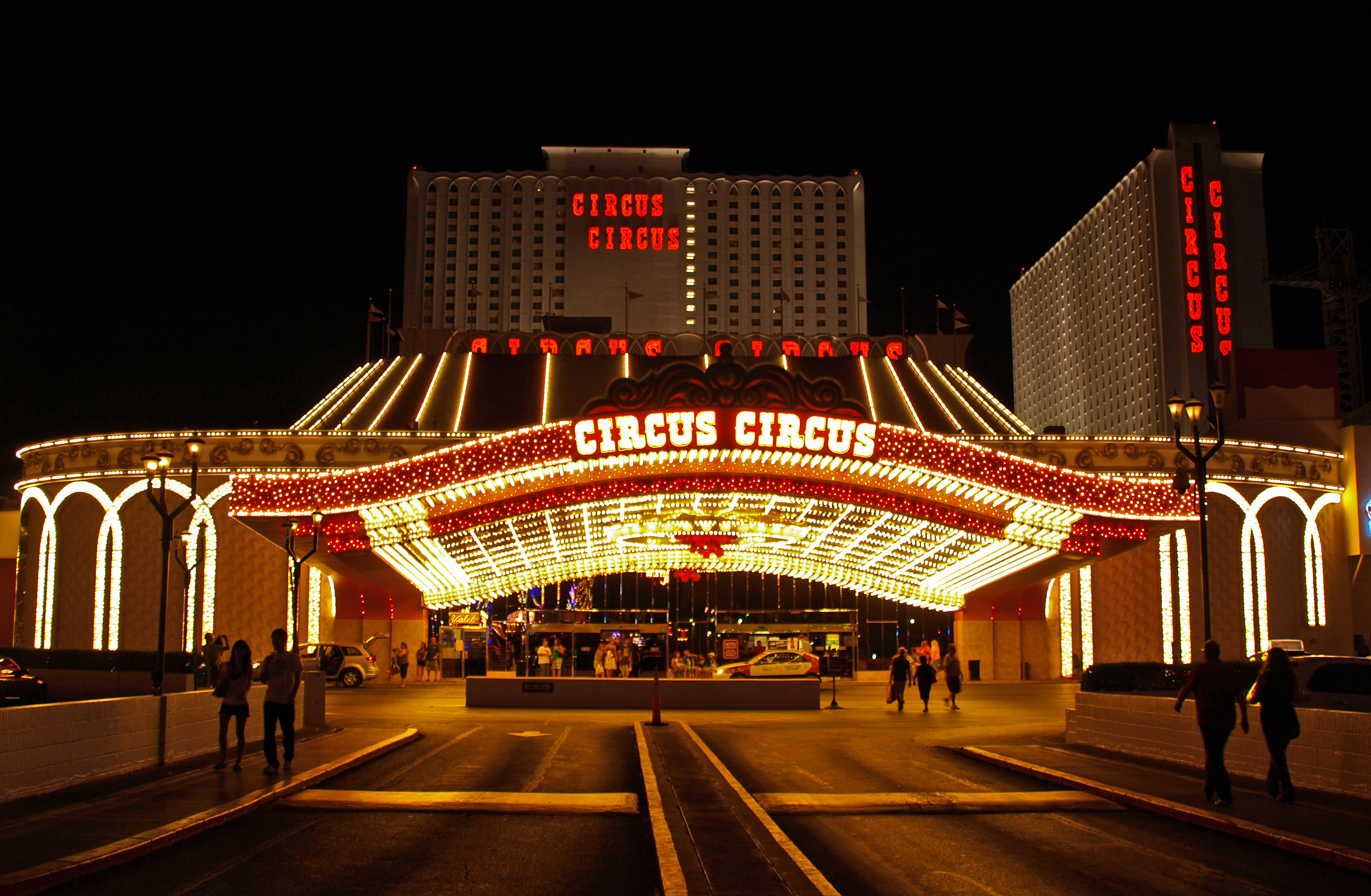
Circus Circus

- Bellagio: aperto nel 1998, cerca di imitare l'atmosfera delle ville del Lago di Como. Il lago artificiale davanti all'albergo ogni mezz'ora presenta uno spettacolo di getti d'acqua danzanti al ritmo di musica con colonne d'acqua alte fino a 76 metri. Il Bellagio ospita anche il celebre spettacolo Ô del Cirque du Soleil.
- Caesars Palace: aperto nel 1966, è stato più volte ampliato. Elton John si è esibito fino al 22 aprile 2009 con il suo The Red Piano. Come si intuisce dal nome, è un casinò con ambientazione che si rifà all'epoca dell'Impero romano.
- CityCenter Las Vegas: nuovo complesso immobiliare di proprietà del gruppo MGM aperto da dicembre 2009 e composto da 6 grattacieli: Aria resort & Casino, Vdara Hotel & Spa, Crystals Retail & Entertainment, Mandarin Oriental Las Vegas, Veer Towers, The Harmon Hotel.
- Excalibur Hotel and Casino: aperto nel 1990, ha l'aspetto di un castello medioevale. I ristoranti dell'albergo hanno quasi tutti nomi che ricordano il tema portante dell'albergo: Roundtable Buffet, Sir Galahad's Prime Cuts, The Steakhouse of Camelot e Regale's Italian eatery, esistono anche il Sherwood Forest Cafe.
- Luxor Hotel: è una piramide di vetro nero e acciaio alta 30 piani, con statue che imitano lo stile egizio del granito di Assuan e una sfinge. Dal tramonto all'alba un fascio di luce dalla punta della piramide è puntato verso il cielo. L'atrio dell'albergo è il più grande del genere al mondo.
- Mandalay Bay Resort and Casino: è un imponente gruppo di edifici con vetrate dorate che risalta in tutte le fotografie. Ha un casinò ed enormi piscine e fontane con giochi di luce e acqua. Il tema principale sono i tropici. Il Mandalay Bay contiene un enorme acquario - che si chiama "Shark reef" - dove si possono vedere varie specie di pesci tropicali, compresi enormi squali. Gli ultimi 5 piani (dal 35 al 39) sono però concesse in uso al Four Seasons Hotel Las Vegas.
- MGM Grand Las Vegas: viene gestito dalla Metro-Goldwyn-Mayer in associazione con la catena alberghiera Grand. Nella "Grand Garden Arena" si tengono spesso mega-concerti, incontri di boxe di rilevanza (celebre l'incontro del 28 giugno 1997 tra Mike Tyson ed Evander Holyfield, in cui quest'ultimo fu morso a un orecchio dal rivale). All'interno dell'"Hollywood Theatre" si esibiscono regolarmente l'illusionista David Copperfield, il cantante Tom Jones e lo spettacolo KÀ del Cirque du Soleil. È l'albergo con più posti letto di tutta Las Vegas: circa 5 500 camere. Al suo interno vi sono dei leoni (il simbolo dell'MGM Grand), protetti da pareti di cristallo che consentono di vederli nel loro habitat.
- New York-New York Hotel & Casino: ha una facciata composita che integra miniature di edifici emblematici di New York e una piccola Statua della Libertà, il tutto avviluppato dai binari di una montagna russa. All'interno ricrea scorci di una piccola porzione della città.
- Paris Las Vegas: è un grattacielo in bilico tra lo stile del romanticismo e del neoclassicismo francese, accompagnato da una Torre Eiffel e un Arc de Triomphe in miniatura. Ricrea al suo interno una piccola parte della città di Parigi.
- Planet Hollywood Resort and Casino: albergo sul tema di Hollywood. Ogni stanza è dedicata ad un film e ne ospita un cimelio. Da dicembre 2013 ospita gli show della cantante e ballerina Britney Spears.
- Stratosphere Las Vegas: hotel casinò su cui svetta la più alta torre panoramica di tutti gli USA, alta circa 350 metri e che fornisce una visione unica della città di Las Vegas.
- Treasure Island Hotel and Casino: aperto nel 1993, ha per tema l'isola del tesoro; ogni sera all`esterno c'è uno spettacolo che riproduce una battaglia navale con un galeone dei pirati.
- The Venetian: basato sul tema di Venezia, è stato aperto nel maggio del 1999 sul luogo dove sorgeva il Sands, uno degli hotel e casinò più importanti della "Vecchia Las Vegas". Il complesso ha al suo interno canali d'acqua che ricreano l'atmosfera e gondolieri che permettono ai visitatori di girare in gondola per l'immenso complesso, che all'esterno riproduce Piazza San Marco e l'annesso campanile. La cura dell'ambientazione è tale che anche il personale di sorveglianza è vestito con divise pressoché identiche a quelle dei Carabinieri italiani.
- The Palazzo: alto 195 metri è il secondo più alto edificio di tutto il Nevada e assieme al Venetian forma un complesso unico di proprietà della Las Vegas Sands Corporation. Il design del resort dovrebbe ricostruire un'ambientazione lussuosa moderna, di stile europeo.
- Wynn Las Vegas: è stato aperto nel 2005 dal gruppo di Steve Wynn sul terreno prima occupato da un altro hotel e casinò storico, il Desert Inn, che ebbe tra i suoi proprietari anche l'eccentrico miliardario Howard Hughes. Hughes si stabilì all'ultimo piano del Desert Inn nel 1966 e vi abitò per anni, praticamente senza mai uscire, tenendo i contatti col mondo (e il suo impero economico) soltanto per mezzo di un gruppo di collaboratori e di guardie del corpo, quasi tutti Mormoni.
- Encore Las Vegas: è il resort gemello del Wynn Las Vegas ed è stato aperto nel 2008 sempre da parte del gruppo di Steve Wynn. L'Encore ha ricevuto il AAA Five Diamond Award, la più alta valutazione per ristoranti e alloggi degli hotel. Insieme al Wynn Las Vegas, ha ricevuto il premio a cinque stelle per gli hotel della prestigiosa rivista Forbes, ed è considerato uno dei migliori hotel del mondo.
- The Mirage: aperto nel 1989, costò al proprietario Steve Wynn la sbalorditiva cifra di 630 milioni di dollari. Tra le sue maggiori attrazioni: il vulcano artificiale, lo spettacolo LOVE (show tributo ai Beatles del Cirque du Soleil) e il cosiddetto "White Tiger Habitat", oltre alla maggiore piscina di Las Vegas. Il Mirage era collegato da un tram gratuito al Treasure Island. Il tendone di fronte al Mirage era il più grande tendone free-standing nel mondo. A partire dalle ore 20.00 di ogni sera fino a mezzanotte il vulcano artificiale di fronte all'hotel eruttava regolarmente ogni ora. L'atrio dell'hotel disponeva di un gran numero di palme, giochi d'acqua e altra flora della foresta pluviale. Chiuse nel Luglio 2024, e in seguito, incominciarono le operazioni di demolizione del complesso al fine di ricostruirne uno nuovo di proprietà di Hard Rock.
- Flamingo: costruito per volere del gangster ebreo Bugsy Siegel e finanziato con il denaro delle Famiglie mafiose della East Coast, il Flamingo venne inaugurato il 26 dicembre 1946 ed è stato il terzo resort ad aprire sulla Strip e il più vecchio tra quelli ancora esistenti. Lo stile architettonico si basa su reminiscenze dell'Art déco di Miami e di South Beach.
- Circus Circus: il tema portante della struttura è il circo. Nel resort sono presenti ogni tipo di attrazioni circensi e gli spettacoli a tema sono eseguiti quotidianamente.

## Società

### Matrimonio
Las Vegas è una delle capitali nel campo dei matrimoni contratti con poche formalità burocratiche. In città si celebrano più di 144 000 matrimoni civili ogni anno. A differenza di altri stati degli USA, non sono richiesti esami del sangue, né per stabilire il tipo, né per conoscere eventuali malattie.
Vi è un proliferare di "wedding chapels", cappelle sia laiche che religiose, di varie tendenze: mormoni, cristiane o ebree più o meno riformate e liberali. Esistono interi pacchetti per il matrimonio a Las Vegas, che includono il volo, l'albergo, la burocrazia per la cerimonia, l'affitto dei vestiti, l'organizzazione della festa e l'ospitalità in altri alberghi per gli invitati. Ognuno dei grandi alberghi offre un "pacchetto matrimonio" intonato al tema del resort. Fino al 2008, al Las Vegas Hilton Hotel (dal 2012 rifondato come LVH e venduto a un'altra gestione), sede dell'attrazione Star Trek: The Experience era possibile sposarsi su una riproduzione del ponte dell'Enterprise, con tanto di figuranti vestiti da Klingon.
La legislazione dello stato del Nevada è molto liberale riguardo sia al tempo richiesto tra l'inoltro della domanda per contrarre matrimonio (poche ore), sia sull'età (in alcune contee ci si può sposare a 16 e a 17 anni). La persona non deve risultare sposata nei registri statali e federali, nel caso sia cittadino straniero deve auto-certificare sotto la propria responsabilità il proprio stato civile libero.
È bene sapere che il matrimonio contratto in Nevada da cittadini italiani ha valore legale a tutti gli effetti sia negli Stati Uniti che in Italia, dove però deve essere trascritto. Per effettuare la trascrizione esistono due strade: la prima è rivolgersi, a pagamento, al Vice Consolato Onorario Italiano di Las Vegas, la seconda è quello di registrarlo in proprio nel comune di residenza di uno dei due sposi, ma in questo caso è necessario richiedere in loco l'apostilla.
Anche ottenere il divorzio e risposarsi è molto facile, rapido e poco costoso, non essendo previsto alcun periodo obbligatorio di separazione legale.

### Lotte sindacali
È la città che negli Stati Uniti ha avuto più conflitti sindacali a fronte di una classe lavoratrice dell'industria turistica, molto sindacalizzata. Esemplare è stato il lungo sciopero di 6 anni, 4 mesi e 11 giorni nel casinò New Frontier dal 1991 al 1998. Gli unici che rifiutano attualmente la sindacalizzazione dei dipendenti sono il Palazzo e il Venetian.

## Las Vegas nella cultura di massa

### Giochi da tavolo
Nel 2012 la casa editrice tedesca di giochi Alea Ravensburger ha pubblicato il gioco da tavolo Las Vegas di Rudigern Dorn.

### Cinema
I seguenti film e serie TV sono ambientati a Las Vegas:
- 21
- Agente 007 - Una cascata di diamanti
- Army of the Dead
- Bugsy
- Casino
- Con Air
- CSI - Scena del crimine
- Divorzio a Las Vegas
- Dominion (serie televisiva)
- Hustle SE4E6 (serie televisiva)
- Hostel: Part III
- Joker - Wild Card
- La rapina
- Las Vegas (serie televisiva)
- Last Vegas
- Le regole del gioco
- Looney Tunes: Back in Action
- Mai Stati Uniti
- Notte brava a Las Vegas
- Ocean's Eleven - Fate il vostro gioco
- Ocean's Twelve
- Ocean's Thirteen
- Paura e delirio a Las Vegas
- Percy Jackson e gli dei dell'Olimpo - Il ladro di fulmini
- Rain Man - L'uomo della pioggia
- Rat Race
- Smokin' Aces
- Stanno tutti bene - Everybody's Fine
- Step Up All In
- The Cooler
- The Clan
- Today You Die
- Un sogno lungo un giorno
- Un sogno per domani
- Una notte da leoni
- Una notte da leoni 3
- Una ragazza a Las Vegas
- Vacanze in America
- Vegas (serie televisiva)
- Via da Las Vegas
- Viva Las Vegas
- Showgirls, regia di Paul Verhoeven (1995)

## Economia
L'immagine della città è legata al gioco d'azzardo e ai divertimenti. Non bisogna però trascurare che Las Vegas è anche diventata una sede primaria per congressi e fiere, riuscendo così ad attirare un consistente turismo d'affari.
I casinò di Las Vegas, di solito, offrono free spin e "buoni" gratuiti la prima volta che li si visita. Per diventare un membro del casinò, bisogna mostrare un documento valido, tipicamente una patente di guida o il passaporto, ad un addetto all'ingresso o allo stand delle promozioni all'interno della struttura. La membership è sempre gratuita.
Nonostante il calo di turisti dovuti alla pandemia, Las Vegas si posiziona al quinto posto tra le destinazioni più visitate al mondo.
Un altro fattore essenziale è lo shopping. La continua presenza di turisti ha incrementato notevolmente il commercio al dettaglio, al punto che i centri commerciali sono ormai un polo attrattivo a sé stante. Identico discorso può essere fatto per i ristoranti.

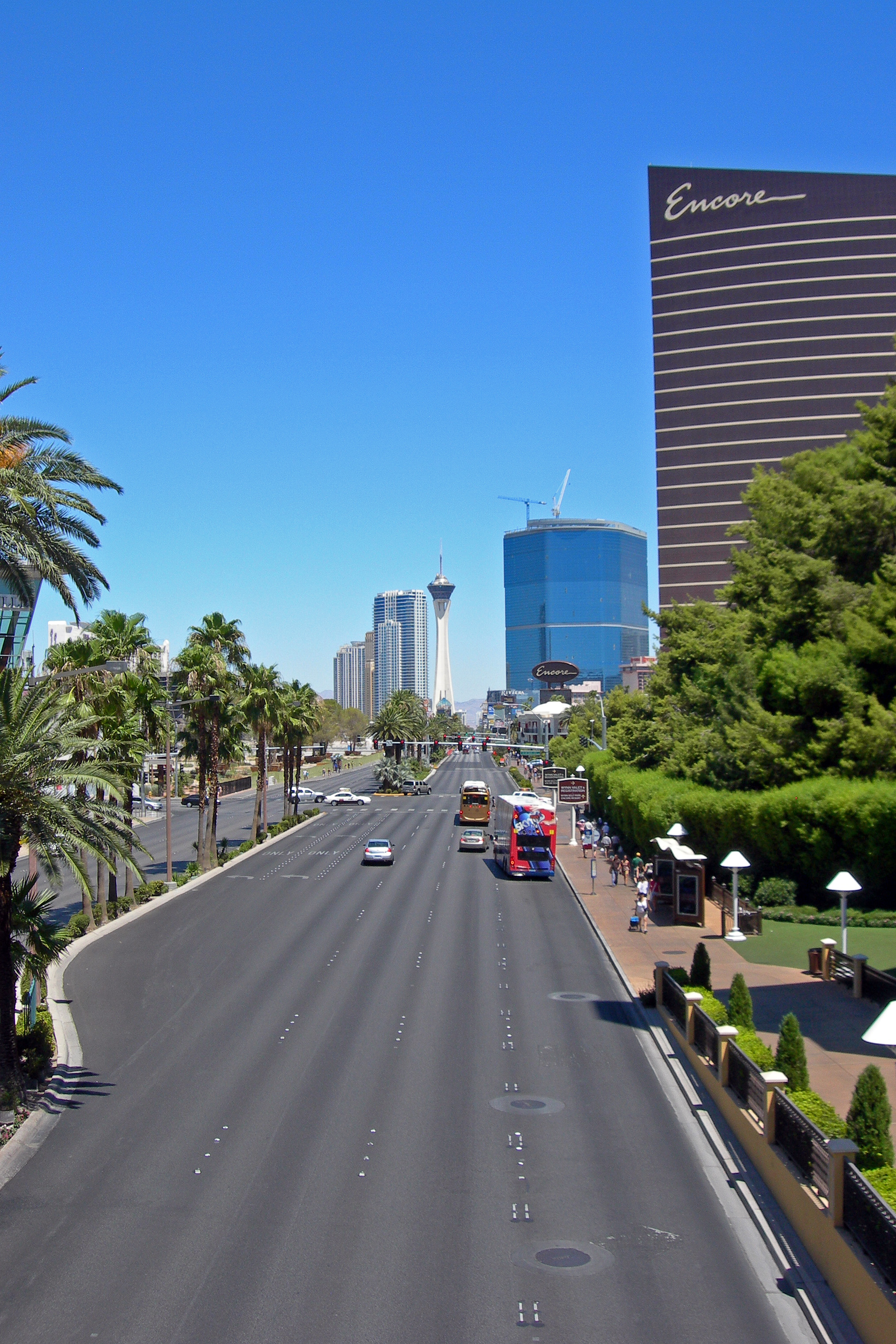
Las Vegas Strip con la Stratosphere sullo sfondo

Come sede di contea e di un distretto giudiziario federale, Las Vegas è caratterizzata da un gran numero di avvocati e addetti ai servizi legali in genere.
La crisi economica iniziata nel 2007 ha colpito duramente anche Las Vegas. Nel mese di settembre 2009 lo stato del Nevada risultava essere il secondo stato americano con la disoccupazione più alta con una percentuale di disoccupati del 13,3% (al primo posto c'era il Michigan con il 15,3%): questa cifra è molto alta se si pensa che nel 2007 nel Nevada la percentuale dei disoccupati era del 4,7%. Il centro per l'impiego di Las Vegas dichiara che negli ultimi due anni più di 30 000 persone hanno perso il lavoro nel settore dei casinò e hotel. Nel 2014 i posti bruciati con la crisi vengono recuperati e Las Vegas assiste a un boom di aperture di nuovi negozi e hotel, infatti, negli ultimi anni si è assistito alla nascita di immensi centri commerciali e outlet che sfruttano l'arrivo di milioni di turisti che vengono a visitare questa "folle" città e quindi accrescono un indotto che dà lavoro a tantissimi americani e non solo.
Ristoranti, negozi, teatri, ecc. fanno da cornice a immensi casinò-hotel dove si arriva ad ospitare anche oltre 3 000 persone e che sono dei veri contenitori del divertimento. Infatti, in questi megaresort, si possono trovare, oltre a enormi casinò pieni di tutti i giochi d'azzardo possibili, anche shopping center, aree dedicate alla ristorazione oltre a magnifici teatri dove ogni giorno vengono allestiti grandi spettacoli, soprattutto quelli del Cirque du Soleil, i concerti delle più note star internazionali, come Céline Dion, Britney Spears e Shania Twain, che da anni cantano ogni sera al Ceasar Palace.

## Infrastrutture e trasporti

### Strade
- Interstate 15 è un'autostrada che è la maggiore via di entrata e di uscita da Las Vegas che porta fino in California, incluso Los Angeles e San Diego. Invece a nord porta fino a Salt Lake City, Pocatello, Great Falls.
- US 93 è una superstrada che va da Wickenburg a Eureka. Principalmente la caratterizzante più importante di questa strada è quella che connette Phoenix a Las Vegas.
- US 95 è l'autostrada più importante nella area di Las Vegas, anche conosciuta come Las Vegas Expressway. Va dai confini statunitensi-messicani a San Luis fino a lambire i confini canadesi meridionali.
- Nevada State Route 160 connette la parte sud di Las Vegas a Pahrump e termina a Crystal.
- Bruce Woodbury Beltway va dall'ovest di Henderson, lambendo la parte est della I-15.

### Aeroporti
La città è servita dall'Aeroporto internazionale McCarran. Inoltre la città dispone della Monorotaia di Las Vegas, lunga 6,3 km.

## Sport
Las Vegas è rappresentata in tre delle principali leghe professionistiche:
- Las Vegas Raiders (NFL) - football americano. La franchigia è stata spostata da Oakland a Las Vegas a partire dalla stagione NFL 2020, giocando all'Allegiant Stadium.
- Vegas Golden Knights (NHL) - hockey su ghiaccio, giocando alla T-Mobile Arena.
- Las Vegas Aces (WNBA) – pallacanestro femminile, giocando alla Michelob Ultra Arena, parte del Mandalay Bay Resort and Casino.

A Las Vegas la Formula 1 ha corso nella stagione 1981 e 1982 e corre nuovamente a partire dalla stagione 2023. La città è anche sede di alcune gare automobilistiche americane.
Inoltre la città ospita un club calcistico, il Las Vegas Lights FC, che milita in USL.

## Amministrazione
La municipalità è retta da un consiglio cittadino, presieduto dal sindaco. In sua assenza, è sindaco pro tempore colui che presiede il consiglio. Preposto all'amministrazione e responsabile dell'operatività quotidiana dei vari servizi e dipartimenti cittadini è, invece, il city manager, a cui incombe anche la cura dei rapporti con le autorità federali, di stato e di contea, come pure le relazioni con le altre municipalità.
Il settore più noto dell'amministrazione locale è, complice la fortunata serie televisiva CSI - Scena del crimine, il Las Vegas Metropolitan Police Department (abbreviato LVMPD o Metro), che provvede alla sicurezza di gran parte della contea, ad eccezione delle città dotate di un proprio dipartimento di polizia. Il LVMPD è nato nel 1973, dalla fusione tra il dipartimento di polizia di Las Vegas e l'ufficio dello sceriffo della contea di Clark. Il dipartimento è finanziato dalla città e dalla contea, mediante un complesso meccanismo per cui le rispettive quote si determinano soprattutto in base al numero degli interventi effettuati l'anno precedente.
Molti insediamenti della contea di Clark sono privi di amministrazione cittadina ed amministrati direttamente dalle autorità di contea. I loro abitanti non hanno quindi diritto di voto nelle elezioni per il sindaco ed il consiglio cittadino di Las Vegas, ma votano solo per la commissione di contea.

### Gemellaggi
- An San
- Angeles
- Huludao
- Città di Phuket
- Palermo
- Pamukkale